# Gabriel Císcar
Gabriel Císcar y Císcar (Oliva, Valencia; 17 de marzo de 1760-Gibraltar; 12 de agosto de 1829) fue un matemático, marino y político español.

## Biografía
Císcar fue el segundo hijo varón de Pedro Císcar Fernández de Mesa y de Rosa Císcar Pascual, una familia de hidalgos, y sobrino del conocido Gregorio Mayans y Císcar.
Tras acabar sus estudios de Filosofía y Humanidades en la Universidad de Valencia y ser teniente de fragata, alcanzó la cátedra de matemáticas de la Escuela de Guardiamarinas de Cartagena, dedicándose de lleno a la enseñanza y publicando varios trabajos de su campo, así como de náutica, sin descuidar tampoco el ambiente literario de Cartagena y publicando también obras de literatura.
Estuvo casado con Ana Agustina Berenguer de Marquina y Ansoátegui, hija del virrey de Nueva España, don Félix Berenguer de Marquina.
Císcar gana prestigio y, en 1788, logra el cargo de director en la Escuela.
Císcar presidió la comisión española, en la que estaba también Agustín de Pedrayes, que colaboró en París en 1798 en el establecimiento del sistema métrico decimal.

## Guerra de la Independencia
Sin embargo, los acontecimientos de 1808 le hacen abandonar la vida escolar y pasar a la política. Fue miembro de la Junta Central entre 1808 y 1810 durante la Guerra de la Independencia contra Francia, siendo gobernador civil y militar de Cartagena. Más tarde participó de la Segunda Regencia establecida entre 1811 y 1812 por las Cortes de Cádiz, junto con Joaquín Blake y Pedro Agar y Bustillo.

## Restauración y periodo liberal
A la vuelta de Fernando VII en 1814 y pese a su defensa de la causa del rey, fue encarcelado por sus ideas liberales y desterrado a su Oliva natal. No fue reivindicado hasta el trienio liberal, momento en que fue ascendido a teniente general (1820), ocupando en 1823 el puesto de Regente.

## Exilio
El triunfo de la restauración absolutista de Fernando VII, ayudado por las monarquías europeas que mandaron los llamados Cien Mil hijos de San Luis, hizo que hubiera de huir y se exiliara en Gibraltar, donde murió seis años después, viviendo de una pensión otorgada por el inglés duque de Wellington.

## Obra
Es considerado como el matemático español más destacado de su época, autor de varias obras de esta especialidad, de temas marinos e incluso literarias, como el Poema físico-astronómico (1828).
Escribió: 
- Tratado de cosmografía para la instrucción de los Guardias Marinas (1796}.
- Tratado de trigonometría esférica para la instrucción de los Guardias Marinas (1796}
- Memoria elemental sobre los nuevos pesos y medidas fundados en la naturaleza (1800);
- Apuntes sobre medidas, pesos y monedas, que pueden considerarse como una segunda parte de la Memoria Elemental.
- Curso de Estudios Elementales de Marina, Tomo I, que contiene el "Tratado de Aritmética", y el Tomo II, que contiene el "Tratado de Geometría".;

| Predecesor: Antonio de Escaño     | Ministro de Marina 1810                                                                 | Sucesor: José Vázquez Figueroa |
| Predecesor: Pedro Agar y Bustillo | Presidente del Consejo de Regencia de España e Indias 1811 (8 de agosto-9 de diciembre) | Sucesor: Pedro Agar y Bustillo |